# Национальная система управления данными
Национальная система управления данными — совокупность взаимосвязанных элементов информационно-технологического, организационного, методологического, кадрового и нормативно-правового характера, обеспечивающая достижение целей и выполнение задач по эффективному управлению государственными данными. Вся имеющаяся у государства информация о гражданах, компаниях, товарах и объектах будет включена в единую информсреду, которая объединит сотни государственных информационных систем (ГИС). Создание Национальной системы управления данными (НСУД) предусмотрено Федеральным проектом «Цифровое государственное управление» национальной программы «Цифровая экономика Российской Федерации». НСУД — ключевой элемент госуправления в рамках нацпроекта «Цифровая экономика». Она предполагает новый подход к госданным — единый порядок их сбора, обработки, хранения и использования .

### Цель и задачи
Основной целью создания и обеспечения функционирования Национальной системы управления данными является повышение эффективности создания, сбора и использования государственных данных как для предоставления государственных и муниципальных услуг и осуществления государственных и муниципальных функций, так и для обеспечения потребности физических и юридических лиц в доступе к информации.
Достижение указанной цели будет осуществляться за счет нормативных правовых, методологических, информационно-технологических, организационных и кадровых механизмов посредством:
- повышения доступности государственных данных;
- обеспечения полноты, актуальности, непротиворечивости и связанности государственных данных;
- обеспечения информационной безопасности.

### История
О планах создания Национальной системы управления данными впервые стало известно в феврале 2018 года
Первая версия Концепции, разработанной в Аналитическом центре при Правительстве Российской Федерации, была обсуждена на заседании рабочей группы по цифровому госуправлению АНО «Цифровая экономика» 25 ноября 2018 года.
Концепция создания и функционирования НСУД утверждена Распоряжением Правительства Российской Федерации № 1189-р. Концепцией определяются цели, задачи, принципы и порядок создания НСУД, описываются основные составляющие её элементы и участники. Утверждён также план мероприятий («дорожная карта») её создания, который предусматривает в первую очередь разработку соответствующей нормативной правовой базы, отработку механизмов повышения качества управления государственными данными .
Отдельным Постановлением Правительства Российской Федерации от 3 июня 2019 г. № 710 с 1 июля 2019 года по 31 марта 2020 года решено провести эксперимент по апробации основных подходов к созданию системы на данных, которые будут предоставлены органами государственной власти. В этом эксперименте, в частности, примут участие Минкомсвязь, Минэкономразвития, Минфин, МВД, Росреестр, Федеральное казначейство, Федеральная налоговая служба, Пенсионный фонд России, Аналитический центр при правительстве РФ, Центральная избирательная комиссия, ЦБ, банки и страховые организации, а также региональные власти на добровольной основе.
Национальная система управления данными в полном объёме заработает в 2022 году.